# Polyrhachis burmanensis
Polyrhachis burmanensis é uma espécie de formiga do gênero Polyrhachis, pertencente à subfamília Formicinae.